# Kamerun na Letnich Igrzyskach Olimpijskich 2024
Kamerun  na Letnich Igrzyskach Olimpijskich 2024 – występ kadry sportowców reprezentujących Kamerun  na igrzyskach olimpijskich, które odbyły się w Paryżu we Francji, w dniach 26 lipca – 11 sierpnia 2024. 
Reprezentacja Kamerunu liczyła 6 zawodników – cztery kobiety i dwóch mężczyzn, którzy wystąpili w 4 dyscyplinach. Był to szesnasty udział tego kraju w letnich igrzyskach.

## Reprezentanci

### Judo
| Zawodnik              | Konkurencja | 1/16 finału      | 1/8 finału       | Ćwierćfinał      | Półfinał         | Repasaże         | Finał / 3. miejsce | Finał / 3. miejsce | Źródła |
| Zawodnik              | Konkurencja | Przeciwnik Wynik | Przeciwnik Wynik | Przeciwnik Wynik | Przeciwnik Wynik | Przeciwnik Wynik | Przeciwnik Wynik   | Pozycja            | Źródła |
| --------------------- | ----------- | ---------------- | ---------------- | ---------------- | ---------------- | ---------------- | ------------------ | ------------------ | ------ |
| Richelle Soppi Mbella | +78 kg (k)  | Sone P 00-10     | NQ               | NQ               | NQ               | NQ               | NQ                 | 17.                | [ 1 ]  |

### Lekkoatletyka

#### Konkurencje biegowe
| Zawodnik       | Konkurencja            | Eliminacje | Eliminacje | Repasaże | Repasaże | Półfinał | Półfinał | Finał | Finał   | Pozycja | Źródło |
| Zawodnik       | Konkurencja            | Wynik      | Miejsce    | Wynik    | Miejsce  | Wynik    | Miejsce  | Wynik | Miejsce | Pozycja | Źródło |
| -------------- | ---------------------- | ---------- | ---------- | -------- | -------- | -------- | -------- | ----- | ------- | ------- | ------ |
| Emmanuel Eseme | 100 m (m)              | 9.98       | 4.         | —        | —        | 10.00    | 13.      | NQ    | NQ      |         | [ 2 ]  |
| Linda Angounou | 400 m przez płotki (k) |            |            |          |          |          |          |       |         |         |        |

### Pływanie
| Zawodnik                               | Konkurencja            | Eliminacje | Eliminacje | Półfinał | Półfinał | Finał | Finał | Źródło |
| Zawodnik                               | Konkurencja            | Czas       | Poz.       | Czas     | Poz.     | Czas  | Poz.  | Źródło |
| -------------------------------------- | ---------------------- | ---------- | ---------- | -------- | -------- | ----- | ----- | ------ |
| Giorgio Armani Nguichie Kamseu Kamogne | 100 m st. dowolnym (m) | 1:03.42    | 78         | NQ       | NQ       | NQ    | NQ    | [ 3 ]  |
| Grace Manuela Nguelo'O                 | 50 m st. dowolnym (k)  | 30.98      | 66         | NQ       | NQ       | NQ    | NQ    | [ 4 ]  |

### Tenis stołowy
| Zawodnik      | Konkurencja | Eliminacje       | Runda 1          | Runda 2          | Runda 3          | 1/8 finału       | Ćwierćfinały     | Półfinały        | Finał            | Finał   | Źródło |
| Zawodnik      | Konkurencja | Przeciwnik Wynik | Przeciwnik Wynik | Przeciwnik Wynik | Przeciwnik Wynik | Przeciwnik Wynik | Przeciwnik Wynik | Przeciwnik Wynik | Przeciwnik Wynik | Pozycja | Źródło |
| ------------- | ----------- | ---------------- | ---------------- | ---------------- | ---------------- | ---------------- | ---------------- | ---------------- | ---------------- | ------- | ------ |
| Sarah Hanffou | Singel (k)  | Edghill W 4-1    | Cheng I-c P 0-4  | NQ               | NQ               | NQ               | NQ               | NQ               | NQ               | 33.     | [ 5 ]  |